# Meczet Szihaba ad-Dina w Nazarecie
Meczet Szihaba ad-Dina w Nazarecie (arab. مسجد شهاب الدين) – mały meczet na Starym Mieście Nazaretu, na północy Izraela.

## Historia
Pierwotnie był to grobowiec Szihaba ad-Dina, bratanka muzułmańskiego wodza Saladyna. Zginął on w bitwie pod Hittin w 1187 roku i został pochowany właśnie w Nazarecie (chociaż jego domniemany grób istnieje także w mieście Ramla). Miejsce jego pochówku w Nazarecie znajduje się w sąsiedztwie Bazyliki Zwiastowania Pańskiego. Gdy w 1997 roku podjęto plan budowy meczetu, miejsce to stało się przyczyną licznych konfliktów między muzułmańską a chrześcijańską społecznością miasta. Ostatecznie w marcu 2002 roku komisja rządowa zaproponowała siedem innych lokalizacji jego budowy. Decyzja ta spotkała się z protestami arabskich polityków i duchownych, natomiast społeczność chrześcijańska wyraziła zadowolenie z tej decyzji. Pomimo to, w miejscu tym powstała prowizoryczna struktura meczetu, którą postanowieniem Sądu Rejonowego w Nazarecie zburzono 1 lipca 2003 roku. Prace rozbiórkowe przeprowadzono w obecności około 500 policjantów. Od tamtej pory grobowiec Szihaba ad-Dina pełni funkcję meczetu, a wierni modlą się na dachu i wewnętrznym dziedzińcu.

## Architektura
Meczet jest niewielkim budynkiem, nad którym wznosi się mała zielona kopuła. Zewnętrzny korytarz prowadzi na niewielki wewnętrzny dziedziniec, z którego schody prowadzą na dach służący wiernym za miejsce do modlitw.

## Nabożeństwa
Meczet jest czynny i służy miejscowej ludności muzułmańskiej do regularnych modlitw (pięć razy dziennie). Nie ma możliwości normalnego zwiedzania tego meczetu.